# Comastoma disepalum
Comastoma disepalum är en gentianaväxtart som beskrevs av Hsi Wen Li och T.N. Ho. Comastoma disepalum ingår i släktet lappgentianor, och familjen gentianaväxter. Inga underarter finns listade i Catalogue of Life.